# پیچک صحرایی
پیچک صحرایی معمولی (نام علمی: Convolvulus arvensis) نام یک گونه از رده پیچک از تیره پیچکیان است. پراکنش فراوان  این گیاه به دلیل سازگاری آن با محیط کوهستان و حتی بیابان است. فرم رویشی آن به صورت خزنده و بالا رونده است. گلبرگ‌ها کاملا پیوسته هستند و جام گل داریم . گل آذین در این گونه به صورت منفرد انتهایی یا گرز‌ن است. میوه‌ به صورت کپسول ساده مشاهده میشود.   

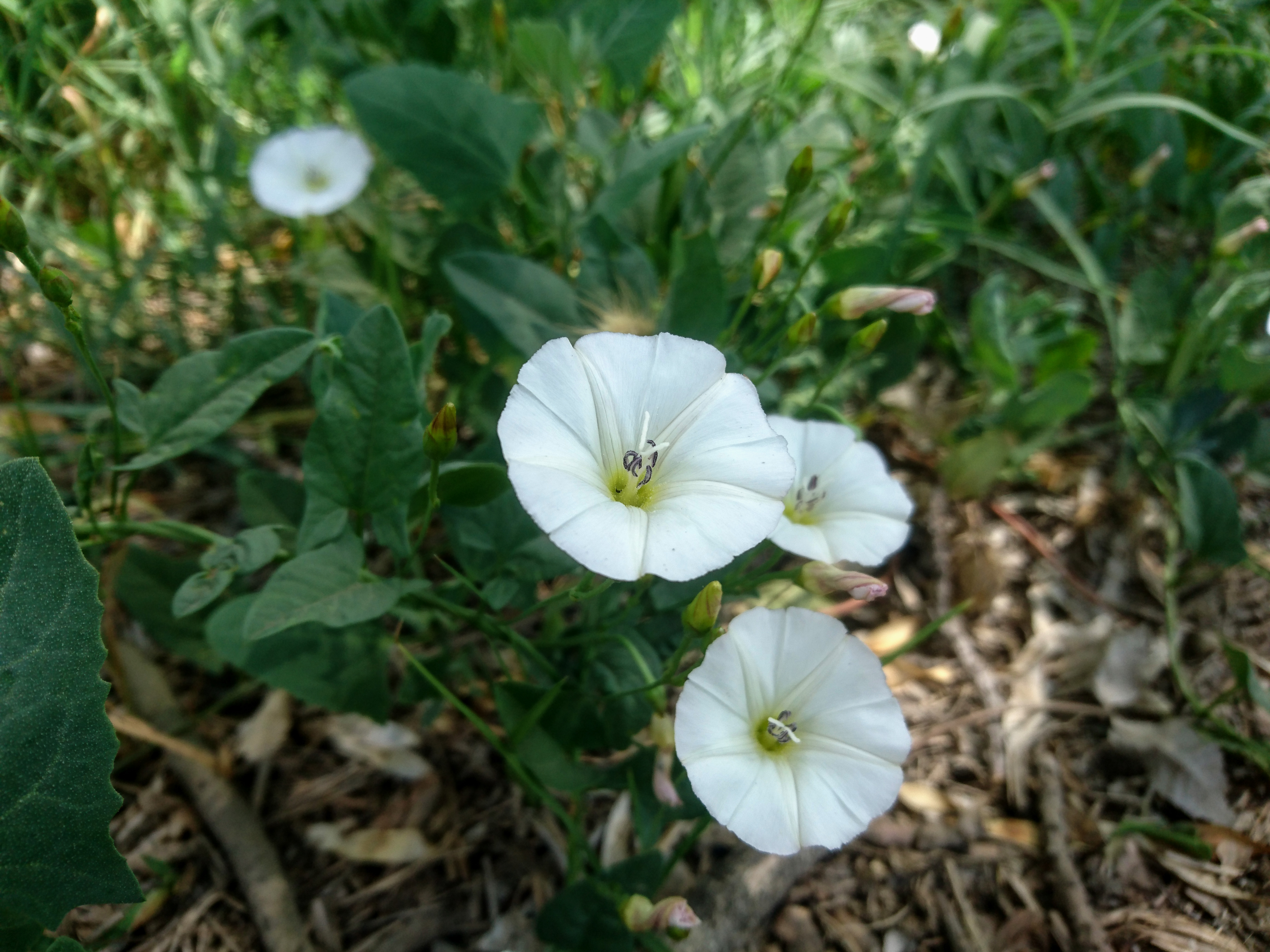